# 英格蘭足球代表隊
英格蘭足球代表隊（英語：England national football team）是代表英格蘭出席國際足球賽事如世界杯及歐洲國家盃等，由英格蘭足球總會所领导，現時英格蘭的球衣贊助商是Nike。
之所以联合王国沒有組成單一的英國隊，是由于四个构成國早先各有独立的足球管理机构、本地联赛及代表队，互不从属，因此於世界盃各王國皆各自參賽。然而国际奥委会（IOC）不承认地区性代表队参赛，故英格兰及其余三地包括苏格兰、北爱尔兰及威爾斯都不能参加奥运足球项目，僅在伦敦舉辦2012年夏季奥林匹克運動會時，英格兰同威尔士的球员以大不列颠奥林匹克足球队名义参加該屆奧運的足球比赛。

## 球隊歷史
英格兰第一场国际足球赛事于1872年11月30日在格拉斯哥汉密尔顿新月球场举行，0比0与苏格兰打成平手，而翌年3月，在伦敦肯灵顿椭圆球场以4比2击败同样的对手，取得国家队第一场胜利。由于十九世紀時國與國之間交通不便，加上英國以外的足球發展較遲，在十九世紀末至二十世紀初，英格兰只能与本土地区（苏格兰、威尔斯和北爱尔兰）的球队比赛。
直到1908年英格蘭第一次出国到中欧比赛，对手是奥地利，结果以6比1取胜，而两日后两队再比赛更以11比1大胜对手，之后以7比0及4比0击败匈牙利和波希米亚，而英格兰第一次在英伦三岛以外地方被击败是在1929年作客马德里以3比4输给西班牙。
英格兰在1906年加入国际足联（FIFA），1928年因付钱给业余球员的问题而退出国际足联，令英格兰无法参加1930年、1934年及1938年三届世界杯。但当英格兰在1934年11月在伦敦高贝利球场击败应届世界杯盟主意大利时，部分英格兰人自称英格兰为非官式世界冠军。

### 战后
在第二次世界大战以后，英格兰再次加入国际足协，而且任命瓦爾特·溫特波頓为第一任国家队领队，1950年首次参加世界杯，虽然第一场击败智利，但之后0-1不敌西班牙及美国而无缘出线下一圈。其后三届世界杯表现失望，1963年温特伯顿退休后委任英格兰前队长蓝西（Alf Ramsey）成为领队，他将战术及训练作出调整后，球队成绩得以改善。

### 1966年世界杯

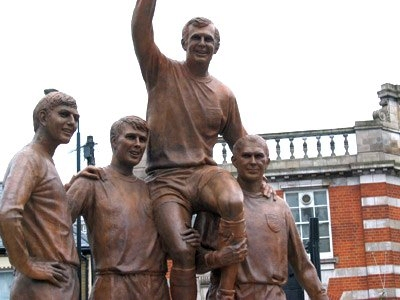
四名世界杯奪冠英雄（左至右）：吉奥夫·赫斯特、马丁·皮特斯、卜比·摩亚及雷·威爾森

1966年世界杯決賽時西德與英格蘭隊（紅色球衣）在賽前的首發陣容

1966年世界杯以主办国身份出席，蓝西赛前寄厚望能够在自己的国家首夺世界杯。第一场赛事以0-0迫和首届世界杯冠军乌拉圭，之后再以2-0先后击败法国及墨西哥，以一球不失之态出线。在半准决赛面对阿根廷时，因为阿根廷队长拉廷和德国裁判鲁道夫·克赖特莱因发生争吵被罚出场，认为听不懂西班牙语的克赖特莱因偏袒同处欧洲的英格兰，拒绝下场，比赛一度中断。随后拉廷为表达自己的不满一屁股坐在了专供伊丽莎白二世女王行走的皇家红地毯上（一说在地毯上跺脚），还将印有英国国旗的角旗揉成一团。最终拉廷被两名英国警察带离球场。英格兰凭这个机会由首次上阵的靴斯射入奠定胜局一球，而赛后蓝西拒绝让球员和对手交换球衣，并称对手是「野兽」，两支球队自此结下了仇怨。准决赛迎战由尤西比奥带领的葡萄牙，结果卜比·查尔顿独进两球令英格兰首次晋身世界杯决赛。
在7月30日的决赛中面对的是于四强淘汰苏联的西德，决赛当日，超过94,000名观众到达温布莱球场观战，开赛仅两分钟，西德队便先拔头筹，但所有的英格兰球迷都知道他们夺取世界杯只有一尺之遥，结果在6分钟后由头锤破网，到下半场双方仍然势均力敌，在65分钟英格兰凭借马丁·皮特斯取得入球，但在完场前20秒西德队再次取得入球；在双方打成平手下进行加时赛，在加时上半场的11分钟，射入了著名的「第三球」，射球打中横楣底弹地再被西德后卫解围，苏联籍旁证认定皮球完全越过白线，由球证判定入球成立；最后靴斯再入一球（此球使靴斯成为历届世界杯决赛中第一位表演帽子戏法的球员），以4-2的赛果夺得英格兰至今惟一一次的世界杯冠军。賽後由队长卜比·摩亚接过英女皇所颁的雷米金杯（Jules Rimet Trophy），同時在技術委員會評比下，英格蘭有四名球員入選該屆賽事最佳陣容（分別是隊長卜比·摩亚、戈登·班克斯、，為最多球員入選的隊伍。

### 70年代
夺得世界杯冠军之后两年在取得第3名，其后以卫冕身份出席1970年世界杯，在分组赛以次名出线，在半准决赛面对上届决赛对手西德，英格兰先攻入两球领先2-0，但拉姆西在西德追回一球后换出博比·查尔顿，结果西德在完场前追成2-2平手，加时再入一球反胜英格兰3-2，报却了四年前在决赛一败之辱。
经过最风光的60年代后，国家队青黄不接，先在1972年欧洲足球锦标赛外围赛再败给西德出局，继而领队拉姆西辞职。英格兰踏入黑暗期，1974年世界杯资格赛最后一场主场对波兰，必须要击败对手才能出线决赛周，但只能1-1打成平手，结果无法晋身决赛周。其后1978世界杯外围赛被编与意大利同组，结果两队同分的情况下，英格兰在得失球差不及对手连续两届在外围赛出局。

### 80年代
英格蘭终可以循外围赛出线1982年世界杯决赛周，並在首圈分組賽取得三戰全勝，晋级次圈分组赛，但次圈兩場比賽只能與西德及主辦國西班牙賽和，成績不及取得一勝一和的宿敌西德，被淘汰出局。波比·笠臣隨後出任领队，当时国家队拥有多名有前途的年青球员，包括毕查（Terry Butcher）、华度以及连尼加等。在1986年世界杯英格兰在首两场未能取胜，幸好在最后一场3-0击败波兰出线，直至半准决赛面对阿根廷时，阿根廷球王马勒当拿比赛中用手将球拍入网（上帝之手），但球证没有吹罚，其后他在中场一人连扭六名英格兰球员将皮球送入网，末段连尼加的入球已经于事无补，但这球令连尼加成为当届神射手。
1990年世界杯是自1966年后成绩最好的一次，由分组赛杀入准决赛对着老对手西德，在包括加时的120分钟打成1-1平手，在互射十二码中以3-4败北，继而在季军战败给意大利得第四名。

### 90年代
卜比·笠臣在90年世界杯后离任，由格拉咸·泰莱（Graham Taylor）代替，但格拉咸泰莱却未能带领球队做出成绩，在1994年世界杯外围赛更被挪威及荷兰淘汰出局，格拉咸也因此辞职，由泰利·云拿保斯（Terry Venables）接替。1996年英格兰以主办国身份参与1996年歐洲國家盃，因为当年正是英格兰1966年夺得世界杯30周年，英格兰国民对国家队期望甚高。他们先在分组赛首名出线，半准决赛以互射十二码淘汰西班牙，但准决赛对德国再次以十二码分胜负，修夫基（Gareth Southgate）在第六轮被安德烈亚斯·克普克（Andreas Köpke）救出，继1990年后再次被德国击败，再次于止步于准决赛。
经过欧洲国家杯后，英格兰球迷开始对国家队充满信心，荷度成为云拿保斯的接班人。荷度虽然表现不错，但他的战术和用人皆受到很大争议。1998年世界杯英格兰在首圈分组败给罗马尼亚，只能以次名出线，晋级十六强赛在互射十二码不敌阿根廷而出局。
不久的2000年欧洲国家杯外围赛中，英格兰国家队成绩强差人意，一直被同组的瑞典排在榜首。其後荷度因歧视伤残人士之言论而引咎辞职，由曾代表国家队62场的奇云·基瑾接任。但奇云·基瑾的领军表现却比荷度更差，2000年欧洲国家杯外围赛只能凭附加赛击败苏格兰才勉强出线，进入决赛周后又先后败给葡萄牙和罗马尼亚，首圈出局。当同年10月7日温布莱球场重建前最后一场比赛以0-1不敌德国后，奇云·基谨亦要辞职收场。

### 2001年-2016年

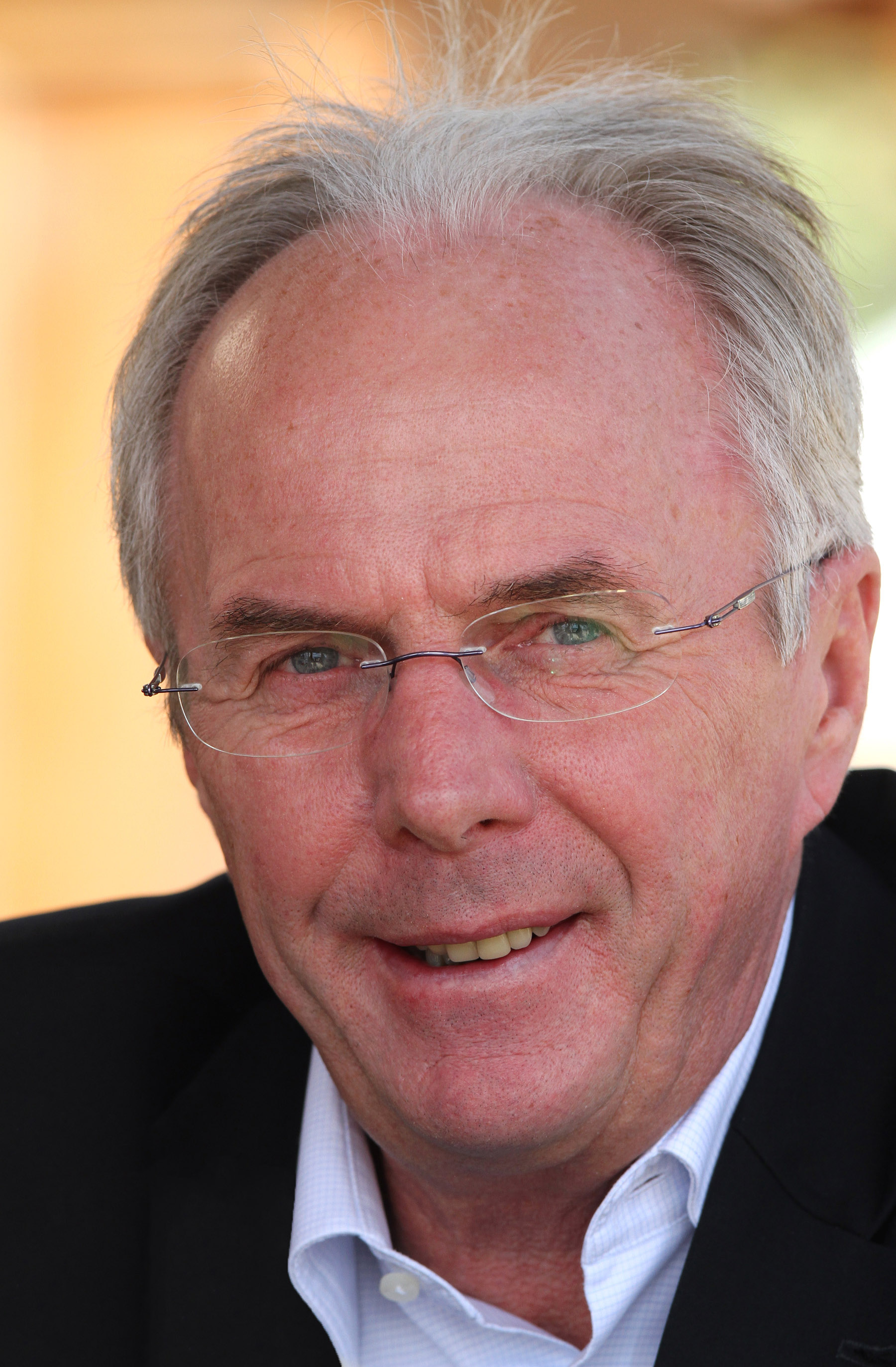
斯文·約蘭·艾瑞克森是英格兰隊史第一位外籍领队

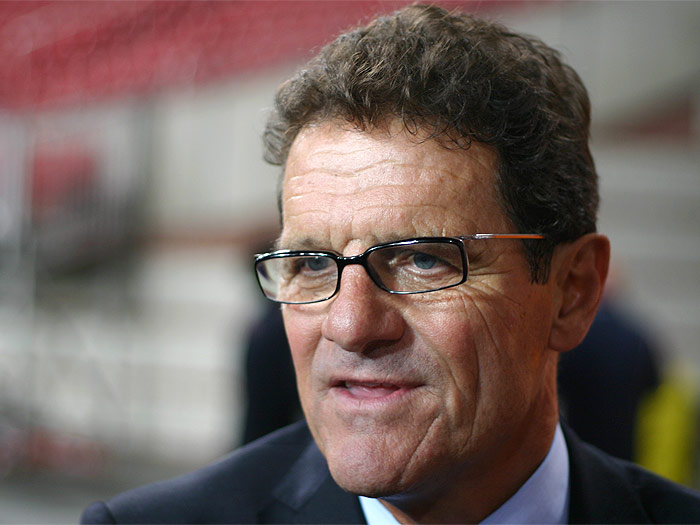
卡比路成为英格兰第二位外籍领队

此后外界都纷纷质疑英格兰国家队的真正实力，结果英格兰足总于2001年宣布聘请瑞典人艾历臣为新一任国家队领队。艾历臣第一位执教英格兰国家队的外籍领队，在他带领下球队于2002年世界杯外围赛作客5-1大胜宿敌德国，当中奥云连中三元。最后一场对希腊时，凭碧咸临完场的罚球追平2-2而压过德国出线决赛周。决赛周中，分组赛1-0战胜阿根廷，但八强1-2不敌最后勇夺五次世界杯冠军的巴西。两年后的2004年欧洲国家杯决赛周晋级半准决赛迎战葡萄牙，英格兰仅以互射十二码落败。
整体上艾历臣在执教下英格兰成绩有所进步，但英格兰人一直都不承认艾历臣的功绩，当艾历臣带领国家队进军2006年世界杯时，只能在失望中完结，在八强于互射十二码之后不敌葡萄牙出局。之后艾历臣离开国家队，英格兰足总改由原来助教，属「土炮」的麦卡伦接任。麦卡伦上任后大力提倡进攻、速度及体能化的足球战术。不过成绩反而还差。在2008年歐洲國家盃外圍赛，英格兰连番失利，如2007年3月作客以色列仅能以0-0赛和，令英格兰出线处于被动。同年10月中作客俄罗斯一役被对手反败为胜后，英格兰已濒临出局边缘。一个月后的17日，英格兰更在主场对克罗地亚时以2比3落败，不能进军2008年歐洲國家盃。这次是继1994年世界杯后再次缘尽国际大型赛事决赛周。赛后麦卡伦拒绝请辞，但随即被英格兰足总开除。
由于在本土未能找到合适人选，英格兰足总最终聘请意大利名帅卡比路成为新任英格兰领队。卡比路上任后随即拣选了大量新秀入伍，并曾采用队长轮换制度，最后决定沿用泰利为球队队长，李奥费迪南则取代谢拉特出任副队长一职。
卡比路带领下的英格兰，实力明显提升，并成功晋级2010年世界杯及2012年歐洲國家盃决赛周。在2010年2月6日，泰利爆出婚外情后，英格兰国家队主帅卡比路决定解除其英格兰国家队队长职务，其队长空缺由里奥费迪南接替。
在历来皆一片新闻炒作的风声、碧咸、队长里奥·费迪南、奥云等先后因伤退出，及谢拉特临危受命成为队长的情况下，英格兰正式出征2010年世界杯决赛周，首圈的比赛中却惊险万分（第一战由于守门员的奶油桂花手而被美国踢平；第二战又无法突破阿尔及利亚的防线；第三战1:0击退斯洛维尼亚），只能以分组第2出线，因此于十六强对阵宿敌德国，由于英德大战的美好回忆（英格兰至今惟一一次世界杯冠军正是在决赛击败当时的西德而来的，而西德/德国在1970、1982、1990年的世界杯，及1996年欧洲国家杯中与英格兰的对决亦是德国足球史上最光芒的一页，双方的对赛纪录是德国队保持不败），故世人皆甚期待此场赛事，于加拿大参与八国会议的英国首相甘民乐及德国总理默克尔更相约在会议外一起观看电视直播。比赛开始后，上半场英德双方于进攻上光芒四射，可是英格兰林柏特的精彩绝射却被判入球无效，以至上半场英格兰落后1-2。比赛在下半场时英军更突然崩盘，再连失2球，终场以1:4被德国淘汰，为英德对阵以来英格兰的最大比数败仗，球迷及球员也只得在失望中结束南非世界杯之行。
然而英军在世界杯结束后继续进行革新，卡佩罗在前、中、后三线皆继续起用新秀，如在前锋召唤安祖·卡路尔、丹尼·韦碧克、中场上任用阿仙奴进攻中场积克·韦舒亚、通天老倌菲尔·积基尔卡，翼锋马菲·查维斯等人、后防上任用加利·卡希尔与格连·庄臣及在最令人担心的门将位置上召入祖·赫特。并于2012年歐洲國家盃外围赛中取得相当成绩。但在2018年及2022年世界杯的主办权选举中，英格兰令人意外地失去主办权，只得拱手相让予地处冰原的俄罗斯及全年酷热气候的沙漠国家卡塔尔。
而在队长的任命上，卡佩罗出现了意外的动作，里奥·费迪南在不知情下为前任队长泰利所取代，由于英军队长的重要性，此事成为新闻话题，最后导致卡佩罗提前请辞，并结束长达5年的「伦路时期」。
2012年歐洲國家盃前夕，由于卡佩罗的请辞，英格兰阵前易帅，由前西布朗领队鹤臣临危受命担任英格兰队领队一职，出战欧国杯。由於鶴臣一直以來都只執教英超中下游球隊，不少球迷對其能力表示質疑。不過英格兰在緊接的歐洲國家盃以小组首名出线，于8强对战意大利。但英格兰再次于铩羽而归，以致近五届中的三届欧洲国家杯（1996年、2004年和2012年）都因点球大战败阵而在淘汰赛止步。事实上，英格兰基本上每次都会在国际大赛上中魔咒般的输掉点球大战，唯一的点球大战胜利是1996年歐洲國家盃以主办国身份于8强对战西班牙。
2014年世界杯足球赛，英格兰被编入与意大利、乌拉圭及哥斯达黎加同组，此组被喻为「死亡之组」。英格兰首两场比赛皆以1-2败给意大利及乌拉圭，提前被淘汰出局，小组赛最后一轮以0-0和哥斯达黎加言和，意料之外地仅以1和2败得1分垫底出局。此時鶴臣執教能力的問題正式被放大。
英格兰在2016年歐洲國家盃外圍赛以10战全胜的姿态晋级决赛周，成为所有晋级球队当中唯一一支全胜的球队。可惜在2016年歐洲國家盃表现不济，分组赛取得一胜两和的成绩，落后于威尔斯以小组次名出线，但在16强赛以1-2不敌欧国杯新丁冰岛（该队也在8强战败给东道主法国而出局），黯然出局。英格兰领队鹤臣亦在英格兰出局后数日宣布辞任领队一职。
由于在2016年歐洲國家盃的期间在16强战败给首次参加欧洲杯且职业联赛不健全的冰岛，导致主教练罗伊·霍奇森的请辞，无疑让这个队伍的未来蒙上阴影。
綜觀鶴臣執教英格蘭的四年，雖然肯起用年青球員，但大部分都是名大於實（如韋舒亞）。甚至在卡比路時期重點提攜而有可造之才的球員都棄如草芥，以致英格蘭在世界盃及歐國盃決賽周攻不銳守不穩。

### 2017年-2020年，新星湧起，突破12碼魔咒，殺入世界盃四強
但在2017年开始，英格兰一队的未来将见明朗；2017年的6月11日及10月28日，英格兰U-20夺得2017年U-20世界杯冠军以及英格兰U-17夺得2017年U-17世界杯冠军，是为英格兰继1966年世界杯之后再夺国际大赛冠军，也被球评及专家指未来的英格兰仍然有希望。
罗伊·霍奇森请辞后本来由出任英格兰国家足球队主教练，签约两年；但他上任數月後因为涉嫌钱权交易丑闻，於2016年9月27日被解雇，改由英格蘭U21隊領隊格里夫·修夫基擔任臨時領隊。同年11月正式接任国家队教练一职；曾经带领英格兰青年军取得佳绩的格里夫·修夫基，有别于以往的英格兰领队，格里夫·修夫基选的球员着重与其战术的配合，球星并非是其首要考虑的因素，加上格里夫·修夫基对年轻球员也不吝啬给予上时间，所以哪个位置需要补强，就会召唤谁入国家队。除此以外，由於隊內不少的成員已經在青年隊的時候已經互相認識，即使部份球員之間各自所效力的球會處於死敵關係，但是並沒有像過去因為死敵的關係造成隊伍內訌的情況。
而这些决定也在2018年世界杯足球赛收到成效，英格兰在外围赛以十战八胜两和不败成绩，压倒同是来自不列颠群岛的苏格兰，以及斯洛伐克及斯洛文尼亚两支东欧球队，以小组首名晋身决赛周。决赛周小组赛与比利时、巴拿马和突尼西亚同组，结果取得两胜一负的成绩，以小组次名晋级十六强，小组赛第二轮对巴拿马的比赛更攻入六球，其中在上半场已攻入五球，写下国家队在世界杯足球赛的两项入球记录（半场最高进球数及正规90分内最高入球数字）；英格兰在十六强赛先凭一记十二码罚球领先对手哥伦比亚，但在完场前被哥伦比亚追成1-1平手，在加时双方再没有增添纪录下，最后英格兰在互射十二码 以4-3击败哥伦比亚，为英格兰首次在世界杯以互射十二码取胜，同时也终止国际赛A级赛事中在互射十二码的5连败（包含世界杯及欧洲国家杯在内共计5场）。巧合的是，22年前的歐洲國家盃因格里夫·修夫基射失十二码而遗憾出局，成为英格兰领队后他着重球员训练十二码，结果在22年后由后辈弥补其遗憾。
晋级半准决赛英格兰面对瑞典，英军靠着两度头锤破门，加上门将（Jordan Pickford） 在下半场精采的3次射门扑救，帮助英格兰以2-0击败对手，再次在相隔28年后打进世界杯4强赛；可惜在英格兰准决赛中面对克罗地亚，上半场5分钟就先开纪录的英格兰无法及时拉开领先优势，下半场更被克罗地亚追平1-1，进入加时赛，被已控制战局的克罗地亚在加时下半场攻入致胜一球，最终英格兰以1-2不敌克罗地亚，无缘世界杯决赛；英格兰在季军赛上也以0-2再次不敌小组赛的对手比利时，只取得第四名，但已是英格兰自1990年世界杯取得第四名以来最好的成绩；而担任队长兼主力前锋的哈里·凯恩则攻进6球荣获金靴奖，继连尼加后成为英格兰荣获此殊荣的第二位。
在2018年世界杯足球赛結束後，由歐洲足協新主辦的歐洲國家聯賽從2018年開始，每2年舉辦1次，英格蘭和西班牙、克罗地亚分在同一組，在前兩輪賽事僅得1分情形下，先是在第3場作客擊敗西班牙，讓西班牙吞下15年來第1次主場的敗仗，接著最後一輪對克罗地亚在先失球的狀況下逆轉獲勝，打進第一屆歐洲國家聯賽的四強賽；但四強對上荷蘭的比賽中，先是在正規90分鐘的比賽中，的進球被VAR補助判決取消，延長賽犯下2次致命的失誤導致失球，最终英格兰以1-3不敌荷蘭，無緣決賽；季軍賽對上瑞士的比賽中，儘管替補上陣的進球同樣被VAR補助判決取消，但英格蘭未失一球，最終進入互射十二码大賽，靠着门将（Jordan Pickford）最後的撲救，以6-5擊敗瑞士，拿下首屆歐洲國家聯賽的第三名，PK賽踢進6球，是隊史首次；而门将（Jordan Pickford）也成為英格蘭隊史第一位贏得兩次互射十二码大賽的門將（2018年世界杯足球赛及2018-19歐洲國家聯賽），同時也成為第一位在歐洲國家聯賽踢互射十二码大賽的門將（第5點），這同樣也是英格蘭隊史第一位踢互射十二码大賽的門將；同樣地，領隊格里夫·修夫基也成為英格蘭隊史第一位2次贏下互射十二码大賽的領隊。

### 2021年-現今：連續兩次晉身歐國盃決賽 但皆鎩羽而歸
因為疫情而延後一年舉辦的2020年歐洲國家盃，英格蘭首場分組賽以1-0擊敗克羅地亞，報卻三年前世界盃準決賽一敗之仇，之後以0-0賽和同是來自英倫的蘇格蘭，最後一場分組賽以1-0擊敗捷克，以兩勝一和一球不失的成績以小組首名出線，當中在國家隊多年來一直被指表現不濟更是包辦了英格蘭在小組賽的所有入球。在十六強賽事中對陣2014年世界盃冠軍德國，在不被看好的情況下，在溫布萊球場以2-0擊敗德國成功晉級，亦是繼1996年歐洲足球錦標賽後再次在歐國盃淘汰賽贏波。這場不但報復2010年世界盃十六強對陣時林柏特的入球被裁定無效而慘敗1-4之仇，對領隊格里夫·修夫基而言，更算是彌補了25年前同樣在溫布萊球場舉行的1996年歐洲足球錦標賽準決賽對陣德國時，在互射十二碼射失之遺憾。在半準決賽，英格蘭更以4-0大勝烏克蘭，相隔53年以來再次在連續兩個國際大賽均能晉身準決賽。更成為歐洲國家盃史上首支由小組賽至半準決賽連續保持不失球的球隊。在準決賽對丹麥的賽事，英格蘭在第30分鐘被丹麥的精妙罰球攻入，連續不失球的記錄也隨之結束。不過在9分鐘後隨即靠丹麥隊長西蒙·卡積亞的烏龍球成功追平1-1，結果在法定時間90分鐘比數維持不變。在104分鐘，英格蘭獲得十二碼並由哈利簡尼處理惟射失不過隨即補中成功反超前2-1，最後在120分鐘過後英格蘭以2-1擊敗丹麥晉身決賽。繼1966年世界盃的55年後英格蘭再次晉身國際大賽的決賽，同時為史上首次晉身歐洲國家盃決賽。但不幸地，英格蘭在2分鐘由先開紀錄的情況下被意大利在67分鐘追平比數，令比賽最終進入PK大戰。英格蘭最後三球全部射失，當中修夫基在比賽中換入的三名球員、及更於互射十二碼階段中全數射失。與歐國盃冠軍失諸交臂，而修夫基這個調動更受到猛烈批評。但亞軍亦為英格蘭在歐國盃的最佳紀錄。

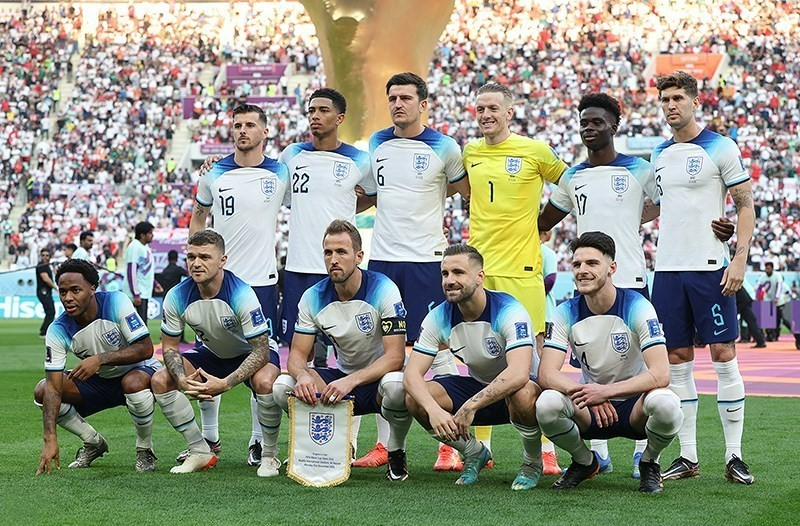
英格蘭參加2022年世界杯，小組賽賽前對伊朗畫面。

2022年世界杯外圍賽，英格蘭以十戰八勝兩和不敗成績，取得小組首名，出線決賽周；2022年世界杯，英格蘭在小組賽面對伊朗、美國及同是來自英倫的威爾斯，以兩勝一和、得失球+7的成績以小組首名出線，當中、這六名球員首次在世界盃進球。在十六強賽事中對上塞內加爾，上屆獨進六球、這屆變成以助攻為主的、及布卡約·薩卡各進一球，以3-0獲勝、進入八強，其中是本屆首顆進球、則是生涯首顆世界盃進球。在八強賽中面對衛冕冠軍法國中，在上半場先失一球的英格蘭憑哈利·卡尼在下半場初段射入的十二碼罰球追平，但其後法國的奧利華·基奧特攻入一球，令英格蘭再次落後。在比賽第84分鐘英格蘭再得一記十二碼罰球，但前射入十二碼罰球的哈利·卡尼卻射失，最終英格蘭無法平反敗局，以1-2敗陣，無緣四強。而最終英格蘭在本屆賽事中獲得公平競爭獎。

### 表现未如理想原因
自1966年世界杯取得首次冠軍后，英格兰其後一直再与冠军无缘。尽管在歐洲U-17足球錦標賽（2次夺冠）、歐洲U-19足球錦標賽（10次夺冠）、歐洲U-21足球錦標賽（2次夺冠）等有不错成绩，甚至在2017年进行的2017年U-20世界杯及2017年U-17世界杯都夺下首次冠軍，说明在青年培训上仍有一定的水准，但还是无法解除对英格兰的疑虑，主要有评论归晷于其国内顶级足球联赛（英超）的外援泛滥，阻碍英格兰本土球员的发展。如传统「英超四大豪门」曼联、阿仙奴、车路士及利物浦，这些球队内几乎所有正选球员并非英格兰本土球员，而近几年有好表现的曼城亦相去不远，仅热刺在培训上有相对較出色的人选出现，再加上英超不但是唯一不设冬歇期的欧洲主要足球联赛，而且在圣诞节及新年期间赛程更加频密，称为圣诞/新年快车。除此之外，如所在的赛季完结后举办欧洲国家杯或世界杯，赛季后期会同时在周中及周末举行赛事。以上提及的被不少球评家认为英格兰在国际大赛表现不济的其中原因。
此現象在現任國家隊格里夫·修夫基上任後有不少改善，不迷信大牌並重視團隊配合從而設計出獨特的定位球戰術（如及賴斯皆非出身豪門球會，定位球戰術的要角及打後腰的在打出身價後才轉會至豪門球會），讓國家隊成績近年有所提升，雖然有時其保守的戰術也招致不少人批評（如2020年歐洲國家盃決賽時的決策），但整體來說表現較過去大幅提升許多。

## 國家隊成績

### 所獲榮譽
- 世界盃足球賽

- 冠軍（1次）：1966年
- 殿軍（2次）：1990年、2018年

- 歐洲國家盃

- 亞軍（2次）：2020年、2024年
- 季軍（1次）：1968年
- 準決賽（1次）： 1996年

- 歐洲足協國家聯賽

- 季軍（1次）：2019年

歐洲國家盃自1984年起不設季軍戰。

### 世界盃成績
| 世界盃決赛週成績 | 世界盃決赛週成績 | 世界盃決赛週成績 | 世界盃決赛週成績 | 世界盃決赛週成績 | 世界盃決赛週成績 | 世界盃決赛週成績 | 世界盃決赛週成績 | 世界盃決赛週成績 |                  | 世界盃外圍賽成績 | 世界盃外圍賽成績 | 世界盃外圍賽成績 | 世界盃外圍賽成績 | 世界盃外圍賽成績 | 世界盃外圍賽成績 |
| 年份             | 最終成績         | 總排名           | 賽               | 勝               | 和*              | 負               | 入球             | 失球             | 賽               | 勝               | 和               | 負               | 入球             | 失球             |                  |
| ---------------- | ---------------- | ---------------- | ---------------- | ---------------- | ---------------- | ---------------- | ---------------- | ---------------- | ---------------- | ---------------- | ---------------- | ---------------- | ---------------- | ---------------- | ---------------- |
| 1930             | 不是FIFA會員     | 不是FIFA會員     | 不是FIFA會員     | 不是FIFA會員     | 不是FIFA會員     | 不是FIFA會員     | 不是FIFA會員     | 不是FIFA會員     | 不是FIFA會員     | 不是FIFA會員     | 不是FIFA會員     | 不是FIFA會員     | 不是FIFA會員     | 不是FIFA會員     |                  |
| 1934             | 不是FIFA會員     | 不是FIFA會員     | 不是FIFA會員     | 不是FIFA會員     | 不是FIFA會員     | 不是FIFA會員     | 不是FIFA會員     | 不是FIFA會員     | 不是FIFA會員     | 不是FIFA會員     | 不是FIFA會員     | 不是FIFA會員     | 不是FIFA會員     | 不是FIFA會員     |                  |
| 1938             | 不是FIFA會員     | 不是FIFA會員     | 不是FIFA會員     | 不是FIFA會員     | 不是FIFA會員     | 不是FIFA會員     | 不是FIFA會員     | 不是FIFA會員     | 不是FIFA會員     | 不是FIFA會員     | 不是FIFA會員     | 不是FIFA會員     | 不是FIFA會員     | 不是FIFA會員     |                  |
| 1950             | 小組賽           | 8/13             | 3                | 1                | 0                | 2                | 2                | 2                | 3                | 3                | 0                | 0                | 14               | 3                |                  |
| 1954             | 八強             | 7/16             | 3                | 1                | 1                | 1                | 8                | 8                | 3                | 3                | 0                | 0                | 11               | 4                |                  |
| 1958             | 小組賽           | 11/16            | 4                | 0                | 3                | 1                | 4                | 5                | 4                | 3                | 1                | 0                | 15               | 5                |                  |
| 1962             | 八強             | 8/16             | 4                | 1                | 1                | 2                | 5                | 6                | 4                | 3                | 1                | 0                | 16               | 2                |                  |
| 1966             | 冠軍             | 1/16             | 6                | 5                | 1                | 0                | 11               | 3                | 作為東道主晉級   | 作為東道主晉級   | 作為東道主晉級   | 作為東道主晉級   | 作為東道主晉級   | 作為東道主晉級   |                  |
| 1970             | 八強             | 8/16             | 4                | 2                | 0                | 2                | 4                | 4                | 作為衛冕冠軍晉級 | 作為衛冕冠軍晉級 | 作為衛冕冠軍晉級 | 作為衛冕冠軍晉級 | 作為衛冕冠軍晉級 | 作為衛冕冠軍晉級 |                  |
| 1974             | 未能晉級         | 未能晉級         | 未能晉級         | 未能晉級         | 未能晉級         | 未能晉級         | 未能晉級         | 未能晉級         | 4                | 1                | 2                | 1                | 3                | 4                |                  |
| 1978             | 未能晉級         | 未能晉級         | 未能晉級         | 未能晉級         | 未能晉級         | 未能晉級         | 未能晉級         | 未能晉級         | 6                | 5                | 0                | 1                | 15               | 4                |                  |
| 1982             | 第二輪小組賽     | 6/24             | 5                | 3                | 2                | 0                | 6                | 1                | 8                | 4                | 1                | 3                | 13               | 8                |                  |
| 1986             | 八強             | 8/24             | 5                | 2                | 1                | 2                | 7                | 3                | 8                | 4                | 4                | 0                | 21               | 2                |                  |
| 1990             | 殿軍             | 4/24             | 7                | 3                | 3                | 1                | 8                | 6                | 6                | 3                | 3                | 0                | 10               | 0                |                  |
| 1994             | 未能晉級         | 未能晉級         | 未能晉級         | 未能晉級         | 未能晉級         | 未能晉級         | 未能晉級         | 未能晉級         | 10               | 5                | 3                | 2                | 26               | 9                |                  |
| 1998             | 十六強           | 9/32             | 4                | 2                | 1                | 1                | 7                | 4                | 8                | 6                | 1                | 1                | 15               | 2                |                  |
| 2002             | 八強             | 6/32             | 5                | 2                | 2                | 1                | 6                | 3                | 8                | 5                | 2                | 1                | 16               | 6                |                  |
| 2006             | 八強             | 7/32             | 5                | 3                | 2                | 0                | 6                | 2                | 10               | 8                | 1                | 1                | 17               | 5                |                  |
| 2010             | 十六強           | 13/32            | 4                | 1                | 2                | 1                | 3                | 5                | 10               | 9                | 0                | 1                | 34               | 6                |                  |
| 2014             | 小組賽           | 26/32            | 3                | 0                | 1                | 2                | 2                | 4                | 10               | 6                | 4                | 0                | 31               | 4                |                  |
| 2018             | 殿軍             | 4/32             | 7                | 3                | 1                | 3                | 12               | 8                | 10               | 8                | 2                | 0                | 18               | 3                |                  |
| 2022             | 八強             | 6/32             | 5                | 3                | 1                | 1                | 13               | 4                | 10               | 8                | 2                | 0                | 39               | 3                |                  |
| 2026             | 待定             | 待定             | 待定             | 待定             | 待定             | 待定             | 待定             | 待定             | 待定             | 待定             | 待定             | 待定             | 待定             | 待定             |                  |
| 2030             | 待定             | 待定             | 待定             | 待定             | 待定             | 待定             | 待定             | 待定             | 待定             | 待定             | 待定             | 待定             | 待定             | 待定             |                  |
| 總結             | 1次奪冠          | 16/22            | 74               | 32               | 22               | 20               | 104              | 68               | 122              | 84               | 27               | 11               | 314              | 70               |                  |

（*）包括淘汰赛階段要以延長賽或十二碼決勝之和局（90分鐘）。

### 歐洲國家盃成績
| 歐洲國家盃決賽週成績 | 歐洲國家盃決賽週成績 | 歐洲國家盃決賽週成績 | 歐洲國家盃決賽週成績 | 歐洲國家盃決賽週成績 | 歐洲國家盃決賽週成績 | 歐洲國家盃決賽週成績 | 歐洲國家盃決賽週成績 | 歐洲國家盃決賽週成績 |                | 歐洲國家盃外圍賽成績 | 歐洲國家盃外圍賽成績 | 歐洲國家盃外圍賽成績 | 歐洲國家盃外圍賽成績 | 歐洲國家盃外圍賽成績 | 歐洲國家盃外圍賽成績 |
| 年份                 | 最終成績             | 總排名               | 賽                   | 勝                   | 和*                  | 負                   | 入球                 | 失球                 | 賽             | 勝                   | 和                   | 負                   | 入球                 | 失球                 |                      |
| -------------------- | -------------------- | -------------------- | -------------------- | -------------------- | -------------------- | -------------------- | -------------------- | -------------------- | -------------- | -------------------- | -------------------- | -------------------- | -------------------- | -------------------- | -------------------- |
| 1960                 | 沒有參賽             | 沒有參賽             | 沒有參賽             | 沒有參賽             | 沒有參賽             | 沒有參賽             | 沒有參賽             | 沒有參賽             | 未參賽         | 未參賽               | 未參賽               | 未參賽               | 未參賽               | 未參賽               |                      |
| 1964                 | 未能晉級             | 未能晉級             | 未能晉級             | 未能晉級             | 未能晉級             | 未能晉級             | 未能晉級             | 未能晉級             | 2              | 0                    | 1                    | 1                    | 3                    | 6                    |                      |
| 1968                 | 季軍                 | 3/4                  | 2                    | 1                    | 0                    | 1                    | 2                    | 1                    | 8              | 6                    | 1                    | 1                    | 18                   | 6                    |                      |
| 1972                 | 未能晉級             | 未能晉級             | 未能晉級             | 未能晉級             | 未能晉級             | 未能晉級             | 未能晉級             | 未能晉級             | 8              | 5                    | 2                    | 1                    | 16                   | 6                    |                      |
| 1976                 | 未能晉級             | 未能晉級             | 未能晉級             | 未能晉級             | 未能晉級             | 未能晉級             | 未能晉級             | 未能晉級             | 6              | 3                    | 2                    | 1                    | 11                   | 3                    |                      |
| 1980                 | 小組賽               | 6/8                  | 3                    | 1                    | 1                    | 1                    | 3                    | 3                    | 8              | 7                    | 1                    | 0                    | 22                   | 5                    |                      |
| 1984                 | 未能晉級             | 未能晉級             | 未能晉級             | 未能晉級             | 未能晉級             | 未能晉級             | 未能晉級             | 未能晉級             | 8              | 5                    | 2                    | 1                    | 23                   | 3                    |                      |
| 1988                 | 小組賽               | 7/8                  | 3                    | 0                    | 0                    | 3                    | 2                    | 7                    | 6              | 5                    | 1                    | 0                    | 19                   | 1                    |                      |
| 1992                 | 小組賽               | 7/8                  | 3                    | 0                    | 2                    | 1                    | 1                    | 2                    | 6              | 3                    | 3                    | 0                    | 7                    | 3                    |                      |
| 1996                 | 準決賽               | 3/16                 | 5                    | 2                    | 3                    | 0                    | 8                    | 3                    | 作為東道主晉級 | 作為東道主晉級       | 作為東道主晉級       | 作為東道主晉級       | 作為東道主晉級       | 作為東道主晉級       |                      |
| 2000                 | 小組賽               | 11/16                | 3                    | 1                    | 0                    | 2                    | 5                    | 6                    | 10             | 4                    | 4                    | 2                    | 16                   | 5                    |                      |
| 2004                 | 八強                 | 5/16                 | 4                    | 2                    | 1                    | 1                    | 10                   | 6                    | 8              | 6                    | 2                    | 0                    | 14                   | 5                    |                      |
| 2008                 | 未能晉級             | 未能晉級             | 未能晉級             | 未能晉級             | 未能晉級             | 未能晉級             | 未能晉級             | 未能晉級             | 12             | 7                    | 2                    | 3                    | 24                   | 7                    |                      |
| 2012                 | 八強                 | 5/16                 | 4                    | 2                    | 2                    | 0                    | 5                    | 3                    | 8              | 5                    | 3                    | 0                    | 17                   | 5                    |                      |
| 2016                 | 十六強               | 12/24                | 4                    | 1                    | 2                    | 1                    | 4                    | 4                    | 10             | 10                   | 0                    | 0                    | 31                   | 3                    |                      |
| 2020                 | 亞軍                 | 2/24                 | 7                    | 5                    | 2                    | 0                    | 11                   | 2                    | 8              | 7                    | 0                    | 1                    | 37                   | 6                    |                      |
| 2024                 | 亞軍                 | 2/24                 | 7                    | 3                    | 3                    | 1                    | 8                    | 6                    | 8              | 6                    | 2                    | 0                    | 22                   | 4                    |                      |
| 2028                 | 作為東道主之一       | 作為東道主之一       | 作為東道主之一       | 作為東道主之一       | 作為東道主之一       | 作為東道主之一       | 作為東道主之一       | 作為東道主之一       | 作為東道主之一 | 作為東道主之一       | 作為東道主之一       | 作為東道主之一       | 作為東道主之一       | 作為東道主之一       |                      |
| 總結                 | 兩次亞軍             | 11/17                | 45                   | 18                   | 16                   | 11                   | 59                   | 43                   | 116            | 79                   | 26                   | 11                   | 270                  | 68                   |                      |

（*）包括淘汰赛阶段要以延长赛或十二码决胜之和局（90分钟）。

### 歐足聯國家聯賽成绩
| 年份    | 最终成绩       | 场数 | 胜 | 和* | 负 | 入球 | 失球 | 備考                   |
| ------- | -------------- | ---- | -- | --- | -- | ---- | ---- | ---------------------- |
| 2018–19 | 季军           | 6    | 2  | 2   | 2  | 7    | 8    | 聯賽A                  |
| 2020–21 | 未能晉身決賽圈 | 6    | 3  | 1   | 2  | 7    | 4    | 聯賽A                  |
| 2022–23 | 未能晉身決賽圈 | 6    | 0  | 3   | 3  | 4    | 10   | 聯賽A，下季降級至聯賽B |
| 2024–25 | 未能晉身決賽圈 | 6    | 5  | 0   | 1  | 16   | 3    | 聯賽B，下季升級至聯賽A |
| 总结    | 1/4            | 24   | 10 | 6   | 8  | 34   | 25   | --                     |

（*）包括淘汰赛阶段要以延长赛或十二码决胜之和局（90分钟）。

## 近赛成绩

### K組
| 排名 | 隊伍       | 賽 | 勝 | 和 | 負 | 得 | 失 | 差 | 分 | 獲得資格                 |     |     |     |     |     |     |
| ---- | ---------- | -- | -- | -- | -- | -- | -- | -- | -- | ------------------------ | --- | --- | --- | --- | --- | --- |
| 1    | 英格兰     | 3  | 3  | 0  | 0  | 6  | 0  | +6 | 9  | 晉級2026年國際足協世界盃 |     | —   | 2–0 | TBD | 3–0 | TBD |
| 2    | 阿尔巴尼亚 | 4  | 1  | 2  | 1  | 4  | 3  | +1 | 5  | 晉身附加賽               |     | TBD | —   | 0–0 | TBD | 3–0 |
| 3    | 塞爾維亞   | 2  | 1  | 1  | 0  | 3  | 0  | +3 | 4  |                          |     | TBD | TBD | —   | TBD | 3–0 |
| 4    | 拉脫維亞   | 3  | 1  | 1  | 1  | 2  | 4  | −2 | 4  |                          | TBD | 1–1 | TBD | —   | TBD |     |
| 5    | 安道尔     | 4  | 0  | 0  | 4  | 0  | 8  | −8 | 0  |                          | 0–1 | TBD | TBD | 0–1 | —   |     |

## 球員

### 入選球員名單
- 名單更新日期：2024年11月1日
- 數據更新日期：2024年11月17日

| 號碼 | 位置 | 球員姓名                      | 出生日期（年齡） | 出賽 | 入球 | 效力球會     |
| ---- | ---- | ----------------------------- | ---------------- | ---- | ---- | ------------ |
| 1    |      | （Jordan Pickford）           | 1994年3月7日     | 73   | 0    | 愛華頓       |
| 13   |      | （Dean Henderson）            | 1997年3月12日    | 2    | 0    | 水晶宮       |
| 22   |      | （James Trafford）            | 2002年10月10日   | 0    | 0    | 般尼         |
|      |      |                               |                  |      |      |              |
| 2    | 后卫 | （Kyle Walker）               | 1990年5月28日    | 93   | 1    | AC米蘭       |
| 3    | 后卫 | （Rico Lewis）                | 2004年11月28日   | 5    | 0    | 曼城         |
| 5    | 后卫 | （Ezri Konsa）                | 1997年10月23日   | 9    | 0    | 阿士東維拉   |
| 6    | 后卫 | （Marc Guéhi）                | 2000年7月13日    | 22   | 0    | 水晶宮       |
| 12   | 后卫 | （Lewis Hall）                | 2004年9月8日     | 2    | 0    | 紐卡素       |
| 14   | 后卫 | （Tino Livramento）           | 2002年11月12日   | 1    | 0    | 紐卡素       |
| 15   | 后卫 | 賈雷爾·昆沙（Jarell Quansah） | 2003年1月29日    | 0    | 0    | 利物浦       |
| 16   | 后卫 | （Taylor Harwood-Bellis）     | 2002年1月30日    | 1    | 1    | 修咸頓       |
|      |      |                               |                  |      |      |              |
| 4    | 中場 | （Conor Gallagher）           | 2000年2月6日     | 21   | 1    | 馬德里體育會 |
| 7    | 中場 | （Morgan Gibbs-White）        | 2000年1月27日    | 2    | 0    | 諾定咸森林   |
| 8    | 中場 | （Angel Gomes）               | 2000年8月31日    | 4    | 0    | 里爾         |
| 10   | 中場 | （Jude Bellingham）           | 2003年6月29日    | 40   | 6    | 皇家馬德里   |
| 17   | 中場 | （Curtis Jones）              | 2001年1月30日    | 2    | 1    | 利物浦       |
|      |      |                               |                  |      |      |              |
| 9    | 前鋒 | （Harry Kane）                | 1993年7月28日    | 103  | 69   | 拜仁慕尼黑   |
| 11   | 前鋒 | （Anthony Gordon）            | 2001年2月24日    | 9    | 1    | 紐卡素       |
| 18   | 前鋒 | （Ollie Watkins）             | 1995年12月30日   | 18   | 5    | 阿士東維拉   |
| 19   | 前鋒 | （Morgan Rogers）             | 2002年7月26日    | 2    | 0    | 阿士東維拉   |
| 20   | 前鋒 | （Jarrod Bowen）              | 1996年12月20日   | 14   | 1    | 韋斯咸       |
| 21   | 前鋒 | （Dominic Solanke）           | 1997年9月14日    | 3    | 0    | 熱刺         |
| 23   | 前鋒 | （Noni Madueke）              | 2002年3月10日    | 5    | 0    | 車路士       |

### 近年入選球員名單
| 號碼                                                                                       | 位置 | 球員姓名                   | 出生日期（年齡） | 出賽 | 入球 | 效力球會   |
| ------------------------------------------------------------------------------------------ | ---- | -------------------------- | ---------------- | ---- | ---- | ---------- |
| --                                                                                         |      | （Aaron Ramsdale）         | 1998年5月14日    | 5    | 0    | 南安普頓   |
| --                                                                                         |      | （Nick Pope）              | 1992年4月19日    | 10   | 0    | 纽卡斯尔   |
| --                                                                                         |      | （Sam Johnstone）          | 1993年3月25日    | 4    | 0    | 水晶宮     |
|                                                                                            |      |                            |                  |      |      |            |
| --                                                                                         | 后卫 | （Jarrad Branthwaite）     | 2002年6月27日    | 1    | 0    | 埃弗顿     |
| --                                                                                         | 后卫 | （Trent Alexander-Arnold） | 1998年10月7日    | 33   | 4    | 利物浦     |
| --                                                                                         | 后卫 | （Levi Colwill）           | 2003年2月26日    | 4    | 0    | 車路士     |
| --                                                                                         | 后卫 | （John Stones）            | 1994年5月28日    | 83   | 3    | 曼城       |
| --                                                                                         | 后卫 | （Harry Maguire）          | 1993年3月5日     | 64   | 7    | 曼聯       |
| --                                                                                         | 后卫 | （Kieran Trippier）        | 1990年9月19日    | 54   | 1    | 纽卡斯尔   |
| --                                                                                         | 后卫 | （Luke Shaw）              | 1995年7月12日    | 34   | 3    | 曼聯       |
| --                                                                                         | 后卫 | （Joe Gomez）              | 1997年5月23日    | 15   | 0    | 利物浦     |
| --                                                                                         | 后卫 | （Lewis Dunk）             | 1991年11月21日   | 6    | 0    | 布莱顿     |
| --                                                                                         | 后卫 | （Ben Chilwell）           | 1996年12月21日   | 21   | 1    | 車路士     |
|                                                                                            |      |                            |                  |      |      |            |
| --                                                                                         | 中場 | （Declan Rice）            | 1999年1月14日    | 62   | 5    | 阿仙奴     |
| --                                                                                         | 中場 | （Phil Foden）             | 2000年5月28日    | 43   | 4    | 曼城       |
| --                                                                                         | 中場 | （Cole Palmer）            | 2002年5月6日     | 11   | 2    | 切爾西     |
| --                                                                                         | 中場 | （Kobbie Mainoo）          | 2005年4月19日    | 10   | 0    | 曼聯       |
| --                                                                                         | 中場 | （Adam Wharton）           | 2004年2月6日     | 1    | 0    | 水晶宮     |
| --                                                                                         | 中場 | （James Maddison）         | 1996年11月23日   | 7    | 0    | 熱刺       |
| --                                                                                         | 中場 | （Jordan Henderson）       | 1990年6月17日    | 81   | 3    | 阿積士     |
|                                                                                            |      |                            |                  |      |      |            |
| --                                                                                         | 前鋒 | （Bukayo Saka）            | 2001年9月5日     | 43   | 12   | 阿仙奴     |
|                                                                                            | 前鋒 | （Jack Grealish）          | 1995年9月10日    | 39   | 4    | 曼城       |
| --                                                                                         | 前鋒 | （Eberechi Eze）           | 1998年6月29日    | 9    | 0    | 水晶宮     |
| --                                                                                         | 前鋒 | （Ivan Toney）             | 1996年3月16日    | 6    | 1    | 沙特阿拉伯 |
| --                                                                                         | 前鋒 | （Marcus Rashford）        | 1997年10月31日   | 60   | 17   | 曼聯       |
| INJ 受傷的球員。 WD 球員因非傷病問題退出球隊。 RET 退出國家隊。 SUS 停賽。 PRE 預賽/待命。 |      |                            |                  |      |      |            |

## 球员纪录

### 上阵最多纪录

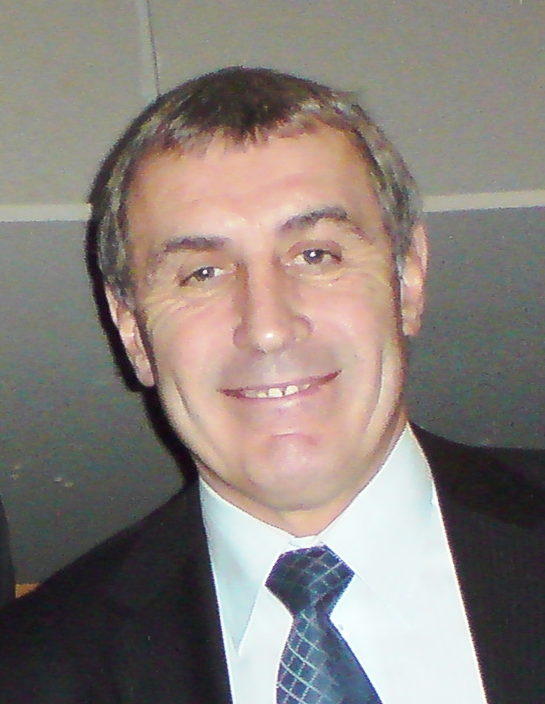
出場紀錄保持者彼德·希尔顿。

更新日期：2024年11月17日（粗体字代表現役的球员）
| #  | 球员               | 年期        | 位置 | 代表次数 | 入球 | 入球率 |
| -- | ------------------ | ----------- | ---- | -------- | ---- | ------ |
| 1  | （Peter Shilton）  | 1970–1990年 | 门将 | 125      | 0    | 0      |
| 2  | （Wayne Rooney）   | 2003–2018年 | 前锋 | 120      | 53   | 0.442  |
| 3  | （David Beckham）  | 1996–2009年 | 中场 | 115      | 17   | 0.148  |
| 4  | （Steven Gerrard） | 2000–2014年 | 中场 | 114      | 21   | 0.184  |
| 5  | （Bobby Moore）    | 1962–1973年 | 后卫 | 108      | 2    | 0.019  |
| 6  | （Ashley Cole）    | 2001–2014年 | 后卫 | 107      | 0    | 0      |
| =7 | （Bobby Charlton） | 1958–1970年 | 中场 | 106      | 49   | 0.462  |
| =7 | （Frank Lampard）  | 1999–2014年 | 中场 | 106      | 29   | 0.274  |
| 9  | （Billy Wright）   | 1946–1959年 | 后卫 | 105      | 3    | 0.029  |
| 10 | （Harry Kane）     | 2015-       | 前锋 | 103      | 69   | 0.67   |

### 进球最多纪录

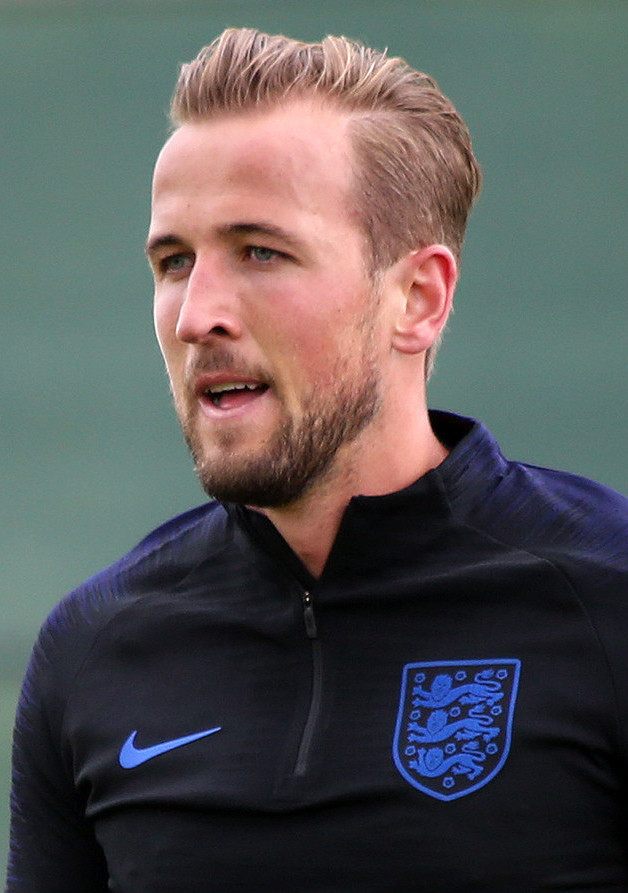
目前保持隊史進球紀錄哈里·凯恩。

更新日期：2024年11月17日（粗体字代表現役的球员）
| #   | 球员                               | 年期        | 入球 | 代表次数 | 入球率 |
| --- | ---------------------------------- | ----------- | ---- | -------- | ------ |
| 1   | （Harry Kane）                     | 2015-       | 69   | 103      | 0.67   |
| 2   | （Wayne Rooney）                   | 2003–2018年 | 53   | 120      | 0.442  |
| 3   | （Bobby Charlton）                 | 1958–1970年 | 49   | 106      | 0.462  |
| 4   | （Gary Lineker）                   | 1984–1992年 | 48   | 80       | 0.6    |
| 5   | （Jimmy Greaves）                  | 1959–1967年 | 44   | 57       | 0.772  |
| 6   | （Michael Owen）                   | 1998–2008年 | 40   | 89       | 0.449  |
| =7  | （Nat Lofthouse）                  | 1950–1958年 | 30   | 33       | 0.909  |
| =7  | （Alan Shearer）                   | 1992–2000年 | 30   | 63       | 0.476  |
| =7  | （Tom Finney）                     | 1946–1958年 | 30   | 76       | 0.395  |
| =10 | 维维安·伍德沃德（Vivian Woodward） | 1903–1911年 | 29   | 23       | 1.26   |
| =10 | 林柏特（Frank Lampard）            | 1999–2014年 | 29   | 106      | 0.274  |

粗体名字为现役球员

## 历任领队成绩

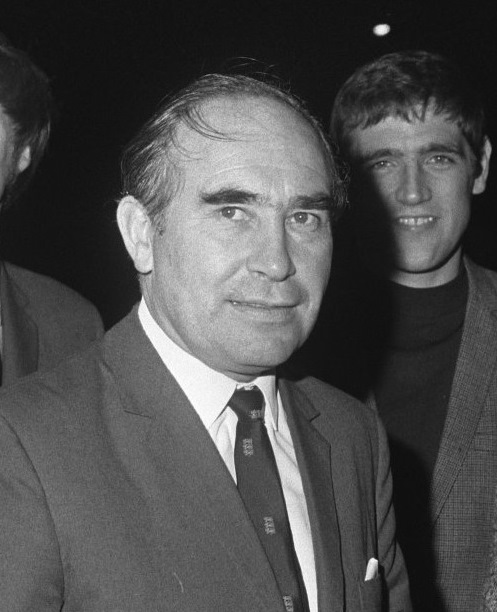
阿尔夫·拉姆西帶領英格蘭拿下1966年世界盃冠軍

更新日期：2024年11月17日
| 领队                                   | 年期        | 比赛场数 | 胜  | 和 | 负 | 胜出率 | 所獲榮譽                                                                             |
| -------------------------------------- | ----------- | -------- | --- | -- | -- | ------ | ------------------------------------------------------------------------------------ |
| 英格蘭足總 ◎                           | 1872 - 1946 | 226      | 138 | 37 | 51 | 61.1   |                                                                                      |
| 瓦爾特·溫特波頓（Walter Winterbottom） | 1946 - 1962 | 139      | 78  | 33 | 28 | 56.1   |                                                                                      |
| （Alf Ramsey）                         | 1963 - 1974 | 113      | 69  | 27 | 17 | 61.1   | 1966年世界盃冠軍 1968年歐洲國家盃季軍                                                |
| （Joe Mercer）〈臨時領隊〉             | 1974        | 7        | 3   | 3  | 1  | 42.9   |                                                                                      |
| （Don Revie）                          | 1974 - 1977 | 29       | 14  | 8  | 7  | 48.3   |                                                                                      |
| 朗·格林伍德（Ron Greenwood）           | 1977 - 1982 | 55       | 33  | 12 | 10 | 60.0   |                                                                                      |
| （Bobby Robson）                       | 1982 - 1990 | 95       | 47  | 30 | 18 | 49.5   | 1990年世界盃殿軍                                                                     |
| （Graham Taylor）                      | 1990 - 1993 | 38       | 18  | 13 | 7  | 47.4   |                                                                                      |
| （Terry Venables）                     | 1994 - 1996 | 23       | 11  | 11 | 1  | 47.8   | 1996年歐洲國家盃準決賽                                                               |
| （Glenn Hoddle）                       | 1996 - 1999 | 28       | 17  | 6  | 5  | 60.7   |                                                                                      |
| （Howard Wilkinson）〈臨時領隊〉       | 1999        | 1        | 0   | 0  | 1  | 0.0    |                                                                                      |
| （Kevin Keegan）                       | 1999 - 2000 | 18       | 7   | 7  | 4  | 38.9   |                                                                                      |
| （Howard Wilkinson）〈臨時領隊〉       | 2000        | 1        | 0   | 1  | 0  | 0.0    |                                                                                      |
| （Peter Taylor）〈臨時領隊〉           | 2000        | 1        | 0   | 0  | 1  | 0.0    |                                                                                      |
| （Sven-Göran Eriksson）                | 2001 - 2006 | 67       | 40  | 17 | 10 | 59.7   |                                                                                      |
| （Steve McClaren）                     | 2006 - 2007 | 18       | 9   | 4  | 5  | 50.0   |                                                                                      |
| （Fabio Capello）                      | 2008 - 2012 | 42       | 28  | 8  | 6  | 66.7   |                                                                                      |
| （Stuart Pearce）〈臨時領隊〉          | 2012        | 1        | 0   | 0  | 1  | 0.0    |                                                                                      |
| 莱·鹤臣（Roy Hodgson）                 | 2012 - 2016 | 56       | 33  | 15 | 18 | 58.9   |                                                                                      |
| （Sam Allardyce）◎◎                    | 2016        | 1        | 1   | 0  | 0  | 100    |                                                                                      |
| （Gareth Southgate）                   | 2016 - 2024 | 102      | 61  | 24 | 17 | 59.8   | 2018年世界盃殿軍 2018–19年歐洲國家聯賽季軍 2020年歐洲國家盃亞軍 2024年歐洲國家盃亞軍 |
| 李·卡斯利（Lee Carsley）〈臨時領隊〉   | 2024        | 6        | 5   | 0  | 1  | 83.3   |                                                                                      |
| 湯瑪士·杜曹（Thomas Tuchel）           | 2025-       | 0        | 0   | 0  | 0  | 0.0    |                                                                                      |

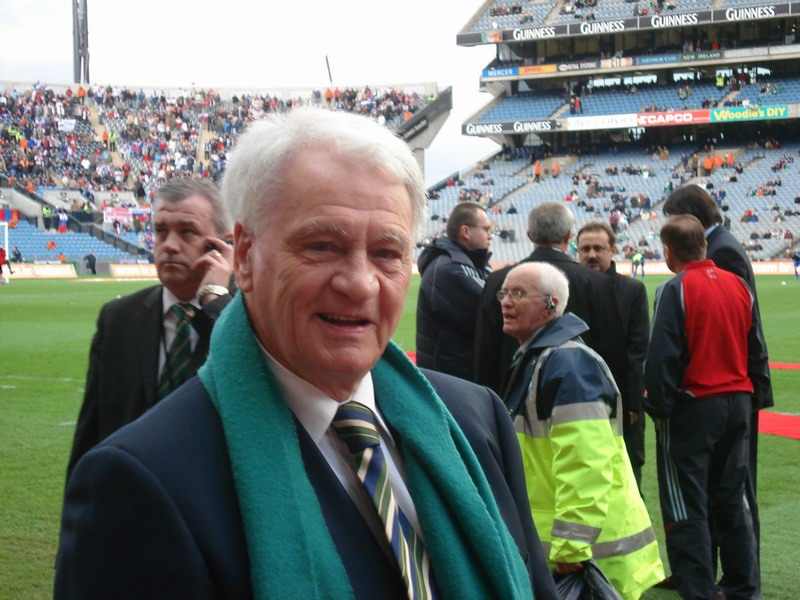
博比·罗布森曾中興英格蘭

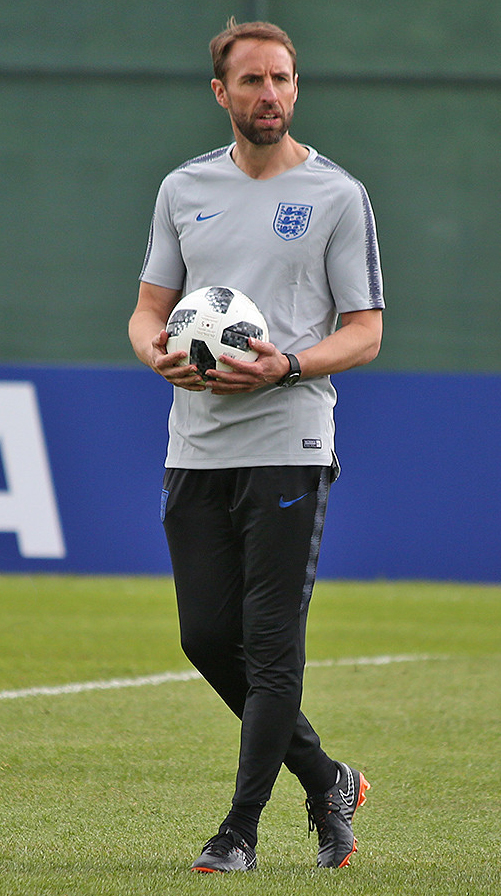
盖雷斯·索斯盖特，為2018年世界盃訓練時畫面

◎1872年至1946年由英格蘭足總推選委員會負責英格蘭代表隊人選。

◎◎2016年7月22日，英格兰足总宣布出任英格兰国家足球队主教练，签约两年，取代于2016年歐洲國家盃后辞职的莱·鹤臣，但于67日后，因为涉嫌钱权交易丑闻而被解雇，而改由接任国家队教练一职。

## 知名球員

### 守門員
- （Peter Shilton）
- 戈登·班克斯（Gordon Banks）
- 大卫·西曼（David Seaman）
- （Joe Hart）
- （Jordan Pickford）

### 後衛
- （Tony Adams）
- （Sol Campbell）
- （Ashley Cole）
- （Rio Ferdinand）
- （Bobby Moore）
- 加里·内维尔（Gary Neville）
- （Gareth Southgate）
- （John Terry）
- （Billy Wright）
- （Harry Maguire）

### 中場
- 迪利·阿里（Dele Alli）
- （David Beckham）
- （Phil Foden）
- 祖迪·比寧咸   (Jude Bellingham)
- （Paul Gascoigne）
- （Steven Gerrard）
- （Jordan Henderson）
- （Paul Ince）
- （Frank Lampard）
- （Jesse Lingard）
- （Steve McManaman）
- 保羅·史高斯（Paul Scholes）
- 基亞利殊 （Jack Grealish)
- 迪勤·懷斯（Declan Rice）

### 前鋒
- （Bobby Charlton）
- （Tom Finney）
- （Geoff Hurst）
- （Harry Kane）
- （Gary Lineker）
- （Michael Owen）
- （Marcus Rashford）
- （Bryan Robson）
- （Wayne Rooney）
- （Jadon Sancho）
- （Alan Shearer）
- 舒寧咸（Teddy Sheringham）
- （Raheem Sterling）
- （Jamie Vardy）
- 维维安·伍德沃德（Vivian Woodward）